# Lijst van sjahs van de Pahlavi-dynastie
Dit is een lijst van sjahs van de Pahlavi-dynastie.

## Sjahs van de Pahlavi-dynastie (1925-1979)
| Monarch | Monarch                                                        | Regeringsperiode |
| ------- | -------------------------------------------------------------- | ---------------- |
|         | Reza Pahlavi (1878-1944)                                       | 1925-1941        |
|         | Mohammed Reza Pahlavi (1919-1980)                              | 1941-1979        |
|         | Sayyed Jalaleddin Tehrani (voorzitter van de Regentschapsraad) | jan. 1979        |